# Симоново (Дновський район)
Симоново (рос. Симоново) — присілок в Дновському районі Псковської області Російської Федерації.
Населення становить 11 осіб. Входить до складу муніципального утворення Іскровська волость.

## Історія
Від 2015 року входить до складу муніципального утворення Іскровська волость.

## Населення
| 2001 | 2002 | 2010 |
| ---- | ---- | ---- |
| 13   | ↗15  | ↘11  |